# Walter Bartel

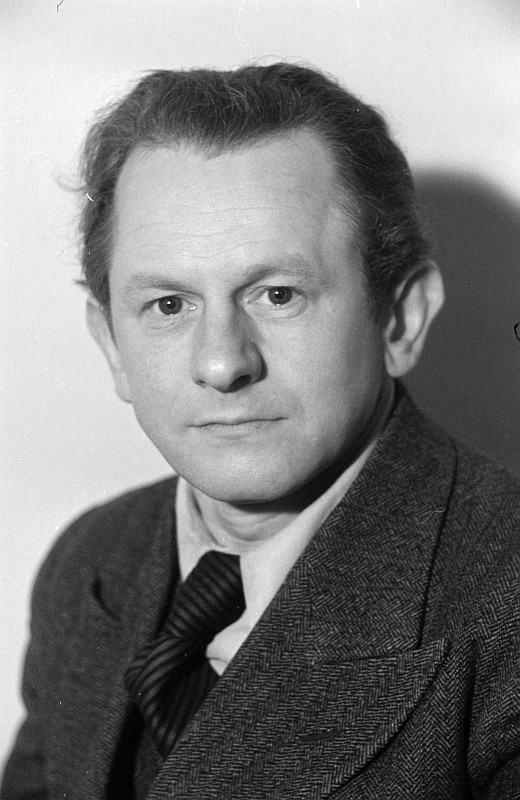
Porträt vom Februar 1947

Walter Bartel (* 15. September 1904 in Fürstenberg/Havel; † 16. Januar 1992 in Berlin) war ein deutscher kommunistischer Widerstandskämpfer, marxistisch-leninistischer Historiker und Hochschullehrer.

## Leben
Bartel wuchs in einer Arbeiterfamilie auf und ließ sich nach dem Besuch der Volksschule und Realschule zum Kaufmann ausbilden. Bereits 1920 schloss er sich dem Kommunistischen Jugendverband Deutschlands (KJVD) an und trat 1923 in die Kommunistische Partei Deutschlands (KPD) ein. Im Jahre 1927 leitete er die Delegation aus Deutschland beim Internationalen Jugendkongress, der in Moskau stattfand. 1929 begann er ein Studium des Marxismus-Leninismus an der Moskauer Lenin-Schule und erhielt dort eine Aspirantur. Im Jahre 1932 kehrte er nach Deutschland zurück. Hier beteiligte er sich am politischen Kampf gegen den aufkommenden Nationalsozialismus. Wegen dieser illegalen Tätigkeit wurde er wegen „Vorbereitung zum Hochverrat“ zu einer 27-monatigen Zuchthausstrafe verurteilt, die er von 1933 bis 1935 im Zuchthaus Brandenburg verbrachte. Nach seiner Entlassung emigrierte er in die ČSR, wurde dort aber wegen angeblichen Verrats aus der KPD ausgeschlossen.

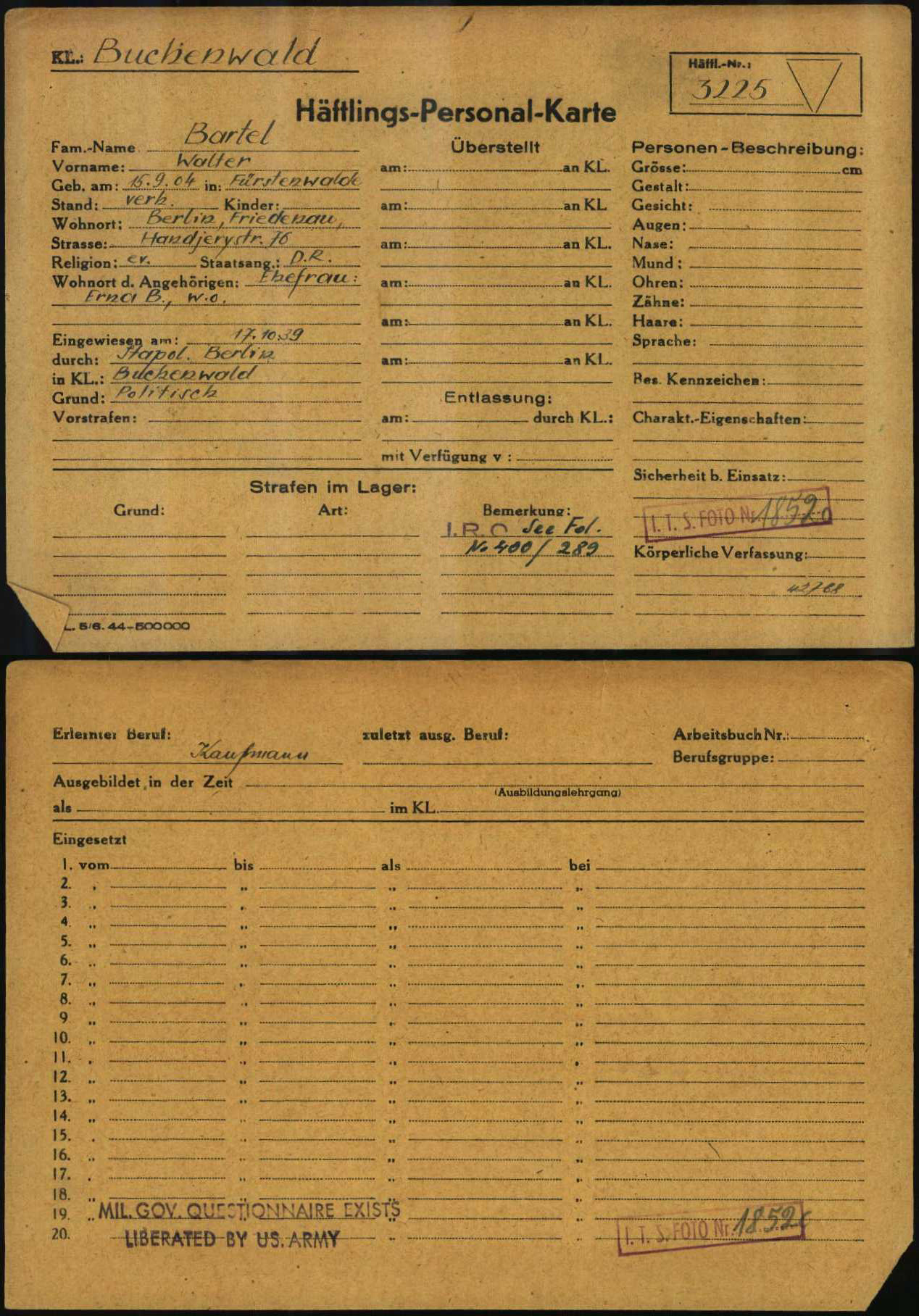
Registrierungskarte von Walter Bartel als Gefangener im nationalsozialistischen Konzentrationslager Buchenwald

Im März 1939 verhaftete ihn die deutsche Besatzung und lieferte ihn im KZ Buchenwald ein. Bartel war in Buchenwald in den Kommandos Zimmerei sowie Arbeitsstatistik eingesetzt. Hier wurde er zusammen mit Ernst Busse und Harry Kuhn bald darauf Mitglied der illegalen Parteileitung, und seit 1943 war er der Vorsitzende des Internationalen Lagerkomitees, das den Widerstand im Lager koordinierte. Nach der Befreiung durch die 3. US-Armee wurde er vom amerikanischen Lagerkommandanten paritätisch als gleichberechtigter Leiter des ehemaligen Lagers anerkannt.
Nach 1945 wurde er nach mehreren Überprüfungsverfahren wieder in die KPD aufgenommen und war seit der Zwangsvereinigung von SPD und KPD Mitglied der Sozialistischen Einheitspartei Deutschlands (SED). Nach kurzer Zeit als Volksbildungs-Dezernent beim Berliner Magistrat wurde er 1946 der persönliche Referent von Wilhelm Pieck für Probleme der Parteiarbeit. 1948 wurde er als Sprecher der neu gegründeten Berliner VVN gewählt. 1953 wurde er ein weiteres Mal parteiintern überprüft. Danach musste er sein Tätigkeitsfeld auf die akademische Arbeit verlagern. Er wurde zum Doktor der Philosophie promoviert und wurde Professor für Neuere und Neueste Geschichte an der Karl-Marx-Universität Leipzig. Von 1957 bis 1962 war er Direktor des Deutschen Instituts für Zeitgeschichte (DIZ). Danach schloss sich ein Lehrauftrag für Neuere und Neueste Geschichte an der Berliner Humboldt-Universität an. 1965 wurde er Prorektor für Studienangelegenheiten und 1967 Ordinarius. Seit den 1970er Jahren engagierte er sich für die Belange der Buchenwald-Überlebenden und wurde Vorsitzender des Buchenwald-Komitees, arbeitete im Vorstand des Komitees der antifaschistischen Widerstandskämpfer. Seit 1970 war er stellvertretender Vorsitzender des Internationalen Komitees Buchenwald-Dora und Kommandos.
Bartel hat zusammen mit einer kleinen Gruppe Gleichgesinnter die Ausrichtung der historischen Seminare und Institute in der DDR nach den Vorgaben der SED vorangetrieben. Dabei stand zunächst nicht jeder DDR-Historiker in der marxistischen Tradition. Nach Angaben von Lothar Mertens habe Walter Bartel – ähnlich wie Horst Bartel, Karl Bittel, Rudolf Lindau und Albert Schreiner – jedoch die nötig fachwissenschaftliche Kompetenz gefehlt, sodass er mit den genannten anderen sogar parteiintern als reiner Propagandist angesehen worden sei.

## Ehrungen
- 1964 Vaterländischer Verdienstorden in Silber
- 1964 Johannes-R.-Becher-Medaille
- 1969 Vaterländischer Verdienstorden in Gold
- 1974 Karl-Marx-Orden
- 1974 Ehrendoktor der Universität Leipzig
- 1979 Ehrenmedaille des Sowjetischen Komitees der Kriegsveteranen
- 1984 Stern der Völkerfreundschaft

## Schriften
- La deportazione nei campi di sterminio nazisti/studi e testimonianze. Angeli, Milano 1987.
- Wilhelm Pieck. Verlag Junge Welt, Berlin 1985.
- Buchenwald. Deutscher Verlag der Wissenschaften, 4., völlig neu bearbeitete Auflage, Berlin 1983.
- Das internationale antifaschistische Aktiv befreite das Konzentrationslager Buchenwald. Nationale Mahn- u. Gedenkstätte Buchenwald, 1979.
- Karl Liebknecht. Weltkreis-Verlags-GmbH, Dortmund [1974].
- Der Aufgabenbereich des Leiters des Amtes DIV des Wirtschafts-Verwaltungshauptamtes der SS. [Nationalrat der Nationalen Front des demokratischen Deutschland], Berlin [1966].
- Lewica niemieckiej socjaldemokracji w walce przeeiwko militaryzmowi i wojnie. Książka i wiedza, Warszawa 1963.
- Geschichte des Großen Vaterländischen Krieges der Sowjetunion. 6 Bde., Deutscher Militärverlag, Berlin 1962–1968.
- Der deutsche Imperialismus und der Zweite Weltkrieg / Band 5. Beiträge zum Thema: Die Ergebnisse und Folgen des Zweiten Weltkrieges und der Zerschlagung des deutschen Imperialismus. Rütten & Loening, Berlin 1962.
- Buchenwald varuje. Státní Nakl. politické literatury, Praha 1962.
- Karl Liebknecht. VEB Verlag Enzyklopädie, Leipzig 1961.
- Ein Held der Nation. Verlag Neues Leben, Berlin 1961.
- Buchenwald. Kongress-Verlag, Berlin 1960.
- Buchenwald. Mahnung und Verpflichtung. Dokumente und Berichte.  Hrsg. im Auftrag der Fédération Internationale des Résistants, des Victimes et des Prisonniers du Fascisme (FIR) von dem Internationalen Buchenwald-Komitee und dem Komitee der Antifaschistischen Widerstandskämpfer in der DDR. Röderbergverlag, Frankfurt am Main 1960.
- Ideologie des Verbrechens und des Unterganges. Rütten & Loening, Berlin 1960.
- Levye v germanskoj social-demokratii v bor'be protiv militarizma i vojny, Izd. inostrannoj literatury, Moskva 1959.
- Bei den Kindern zu Besuch. Kinderbuchverlag, Berlin 1959.
- Die Linken in der deutschen Sozialdemokratie im Kampf gegen Militarismus und Krieg. 1.–8. Tsd., Dietz-Verlag: Berlin 1958; Volltext-Archiv
- Zum Gedenken des treuen Mitkämpfers Ernst Thälmanns Albert Kuntz. SED-Kreisleitung, Wurzen [1957].
- Die Linken in der deutschen Sozialdemokratie im Kampf gegen Militarismus und Krieg. o. O., [1957].
- P'i k'o tsung t'ung, Shao nier ïeh t'ung ch'u pan shen, Shanghai 1956.
- Lehrbriefe für das Fernstudium der Mittelstufenlehrer / Geschichte. / 19./20. Deutschland in der Zeit der faschistischen Diktatur, 2., verb. Aufl. Als Ms. gedr., 1956.
- Deutschland in der Zeit der faschistischen Diktatur 1933–1945. Verl. Volk u. Wissen, Berlin 1956.
- Unser Präsident Wilhelm Pieck. Kinderbuchverlag, Berlin 1954.
- Wilhelm Pieck. Práce, Praha 1952.
- Karel Liebknecht proti Kruppovi. Rovnost, Praha 1952.
- Ernst Thälmann, ein mutiger Vorkämpfer gegen Faschismus und imperialistischen Krieg. Volk und Wissen, Berlin 1951.
- Karl Liebknecht gegen Krupp. Dietz, Berlin 1951.
- Wilhelm Pieck, Präsident der Deutschen Demokratischen Republik. Amt für Information der Regierung der Deutschen Demokratischen Republik, Berlin [1950].
- Aktion / Berliner Vereinigung der Verfolgten des Naziregimes, Vereinigung der Verfolgten des Naziregimes. SAPMO-BArch, Berlin 1948/49.
- Konzentrationslager Buchenwald. Thüringer Volksverlag, Weimar 1949.